# 厚真町
厚真町（日语：／ Atsuma chō */?）是位於日本北海道南側太平洋沿海區域的町，隸屬膽振綜合振興局。轄區呈南北狹長狀，位於厚真川的流域內，北邊為夕張山地，主要市區位於厚真川的中游附近。厚真町的海灘是北海道衝浪者數量最多的海灘之一。當地主要產業為農業，以生產稻米和藍靛果忍冬為主，在膽振地區中為稻作面積最大的行政區劃。南部的濱厚真地區和上厚真地區因為接鄰苫小牧市的東部工業地區，在1980年後已成為苫小牧工業區及苫小牧東港的一部份。現設有北海道電力苫東厚真發電所和石油儲備基地。
町名源自阿伊努語的「ar-tomam」（對面的溼地）或是「at-ma」（鼯鼠游泳的地方）、「at-oma-p」（有榆樹的地方）。

## 人口
| 厚真町人口分布圖 |                                               |  |
| 厚真町與日本全國年齡別人口分布比較圖 （2005年資料） | 厚真町的年齡、男女別人口分布圖 （2005年資料） |  |
| ■紫色是厚真町 ■綠色是全国 | ■藍色是男性 ■紅色是女性                       |  |
| 厚真町人口變化 \| 1970年 \| 7,916人 \| \| \| 1975年 \| 6,976人 \| \| \| 1980年 \| 6,817人 \| \| \| 1985年 \| 6,603人 \| \| \| 1990年 \| 6,183人 \| \| \| 1995年 \| 5,734人 \| \| \| 2000年 \| 5,438人 \| \| \| 2005年 \| 5,240人 \| \| \| 2010年 \| 4,892人 \| \| \| 2015年 \| 4,838人 \| \| \| 2020年 \| 4,432人 \| \| |                                               |  |
| 資料來源：日本總務省統計中心提供之人口普查數據 |                                               |  |
| 1970年 | 7,916人                                       |  |
| 1975年 | 6,976人                                       |  |
| 1980年 | 6,817人                                       |  |
| 1985年 | 6,603人                                       |  |
| 1990年 | 6,183人                                       |  |
| 1995年 | 5,734人                                       |  |
| 2000年 | 5,438人                                       |  |
| 2005年 | 5,240人                                       |  |
| 2010年 | 4,892人                                       |  |
| 2015年 | 4,838人                                       |  |
| 2020年 | 4,432人                                       |  |

## 歷史
根據考古資料，本地在旧石器时代已有人類居住，而和人最早到此居住的紀錄則是盛岡藩藩士森田勘十郎在1800年來到沿海的濱厚真地區，但真正的開拓者則是1870年來自新潟縣的青木與八。
- 1880年：本地被劃入新設立的勇拂郡外四郡役所管轄
- 1889年：改隸屬苫小牧外16村戶長役場
- 1897年：設立厚真村戶長役場
- 1906年4月1日：厚真村成為北海道二級村
- 1915年4月1日：升格為北海道一級村
- 1960年1月1日：改制為厚真町。
- 2018年9月6日：發生北海道觀測史上最大震度7的平成30年北海道膽振東部地震，町內多處房屋倒坍、土石滑落。

## 交通
自主要市區到位於千歲市和苫小牧市邊界的新千歲機場僅約30分鐘車程。轄內唯一的鐵路車站是位於南部沿海北海道旅客鐵道日高本線的濱厚真車站，但主要厚真町的市區並非位於此區，距離主要市區最近的車站反而是位於西側安平町的早來車站。南部沿海區域還有日高自動車道以東西方向通過，轄內的客運路線則由厚真巴士和道南巴士所經營。

### 鐵路
- 北海道旅客鐵道

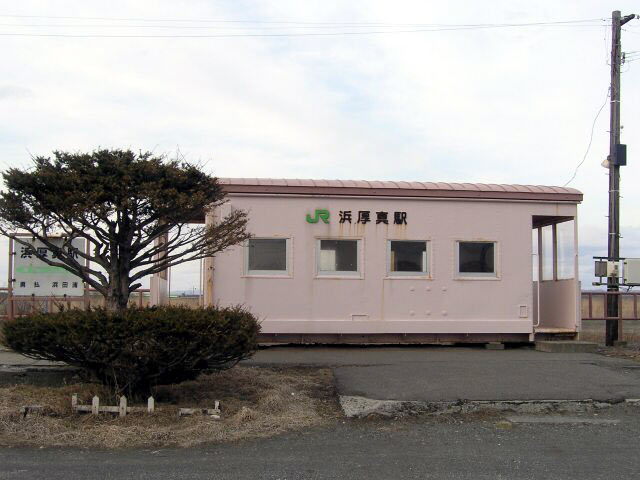
濱厚真車站

  - 日高本線：（苫小牧市） - 濱厚真車站 - （鵡川町→）

### 道路
| 快速道路 - 日高自動車道：（苫小牧市） - 厚真交流道 - （鵡川町） 一般國道 - 國道235號 主要地方道 - 北海道道10號千歲鵡川線 - 北海道道59號平取厚真線 - 北海道道129號静川美澤線 | 道道 - 北海道道235號上幌內早來停車場線 - 北海道道259號上厚真苫小牧線 - 北海道道287號厚真濱厚真停車場線 - 北海道道482號豐川遠淺停車場線 - 北海道道924號富野輕舞線 - 北海道道1046號鵡川厚真線 - 北海道道1065號夕張厚真線 |

## 觀光景點
| - 田舍祭（每年6月） - 海濱祭（每年7月） | - 輕舞熱送（厚真町指定無形民俗文化財） |

## 教育

### 高等學校
- 道立北海道厚真高等學校

### 中學校
| - 厚真町立厚真中學校 | - 厚真町立厚南中學校 |

### 小學校
| - 厚真町立厚真中央小學校 - 厚真町立上厚真小學校 |

## 姊妹市・友好都市

### 日本
- 奧州市（岩手縣）：於1983年6月18日與前澤町締結姊妹都市，前澤町於2006年2月20日合併為奧州市。

## 本地出身的名人
- 工藤光輝（日语：工藤光輝）：前足球選手

## 外部連結
- （日語）厚真町商工會 （页面存档备份，存于）